# Pascual (nombre)
Pascual es un nombre propio masculino.

## Origen y difusión
Deriva del latín Paschalis y su significado es el día de Pascua, relevante y sagrado a la Pascua: antiguamente en las comunes  inscripciones cristianas de Roma el nombre fue escrito bajo la forma de Paschasius, luego fue sustituido por Paschalis.
Tradicionalmente el nombre fue dado a los hijos nacidos en el Domingo de Pascua, o durante el mismo período y similarmente al nombre de persona Pascua se recordó la festividad cercana. A partir de la Alta Edad Media se extendido por toda Italia, especialmente en Italia septentrional, Francia, España; durante el siglo XX la propagación del nombre en el norte y centro Italia se redujo drásticamente y actualmente es más centralizado en el sur de Italia, donde, sin embargo, en los últimos años está sufriendo una declinación gradual. En el pasado, a Italia se extendió en la antigua variante de Pascale (la más cercana a la forma latina Paschalis) y en diversos municipios ha dado origen a una serie de alteración. En Véneto fue frecuente la variante dialectal Pasqual, o alterados típicamente de la misma región Pasqualin, Pasqualon y Pasqualotto, mientras a Piamonte y la Valle de Aosta la variante es Pascal.

A Italia meridional ha contribuido su difusión la denominación española, en particular la catalán y la del culto aragonés Pascual Baylón, venerado en Nápoles y los territorios del reino de las Dos Sicilias.

## En otros idiomas
- Albanés Paskali, Pashk
- Bereberes Faska
- Búlgaro Паскал (Paskal)
- Catalán Pasqual
- Checo Paschal
- Español Pascual
- Francés Pascal, Paschal, Pascale (femenino)
- Griego Πασχάλης (Paschalis)
- Italiano Pasquale,[2] Pasqualino, Pasqualina (femenino)
- Latín Paschalis, Paschasius, Paschasia (femenino)
- Vasco Paskoal
- Portugués Pascoal
- Ruso Пасхалий

## La onomástica
La onomástica se celebra el día de Pascua o el 17 de mayo en recuerdo del religioso franciscano Pascual Baylon.

Este nombre también es una reminiscencia de otros santos y beatos, entre los cuales en las siguientes fechas:
- 11 de febrero san Pascual I, papa;[3]
- 26 de febrero san Pascual, mártir de Amberes[3]
- 26 de abril san Pascasio Radberto, abate
- 24 de julio bendito san Pasquale Alaez Medina, religioso y mártir de Pozuelo de Alarcón[3]
- 4 de septiembre bendito san Giuseppe Pasquale Carda Saporta, sacerdote y mártir de Oropesa[3]
- 6 de septiembre bendito Pasquale Torres Lloret, padre de familia y mártir en Carcagente[3]
- 8 de septiembre bendito Pasquale Fortuno Almela, sacerdote y mártir en Castellón de la Plana[3]
- 15 de septiembre bendito Pasquale Fortuno Almela, sacerdote y mártir en Llosa de Ranes[3]